# Dekontamination

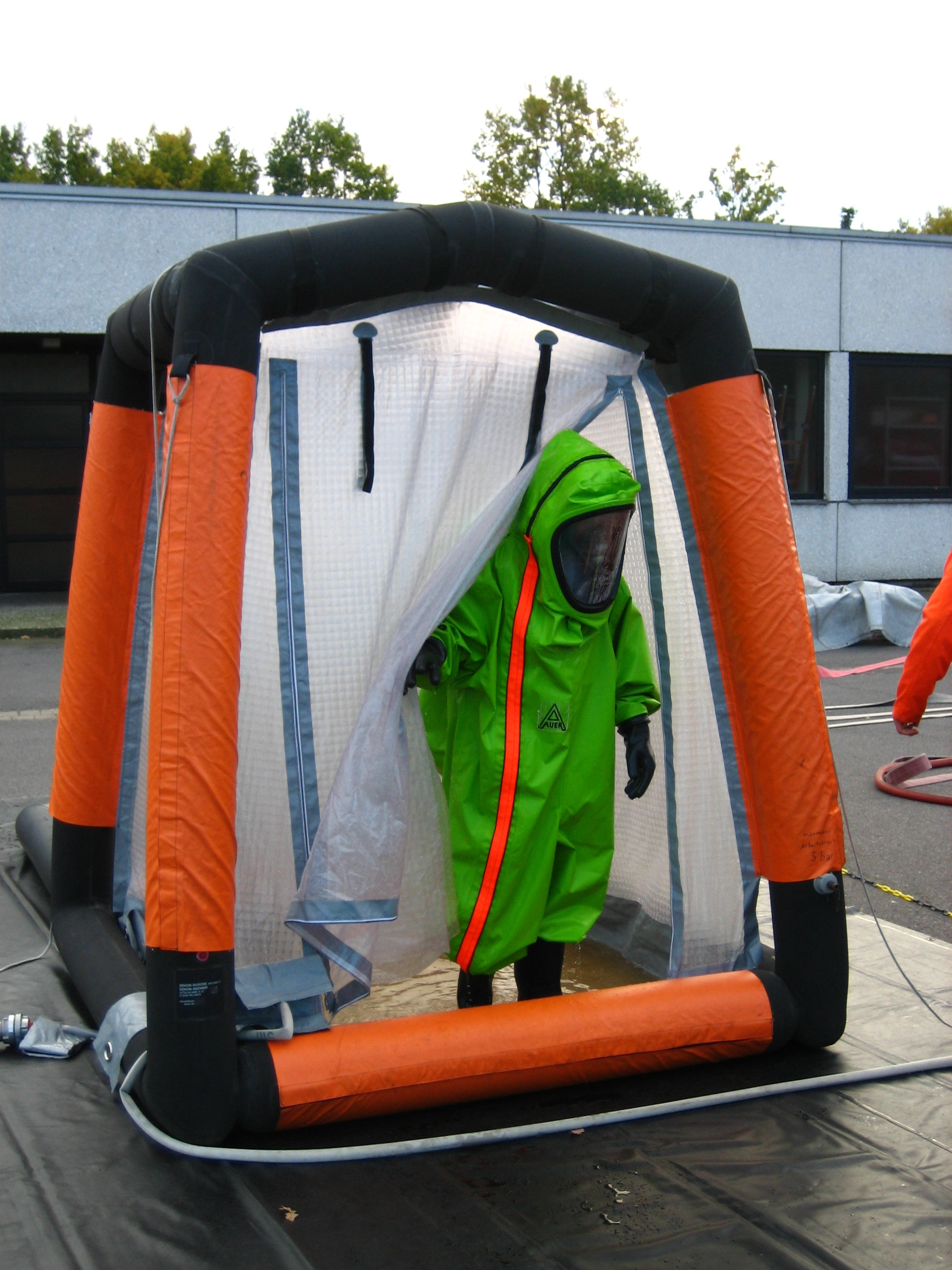
Dekontamination eines CSA-Trägers (Übung)

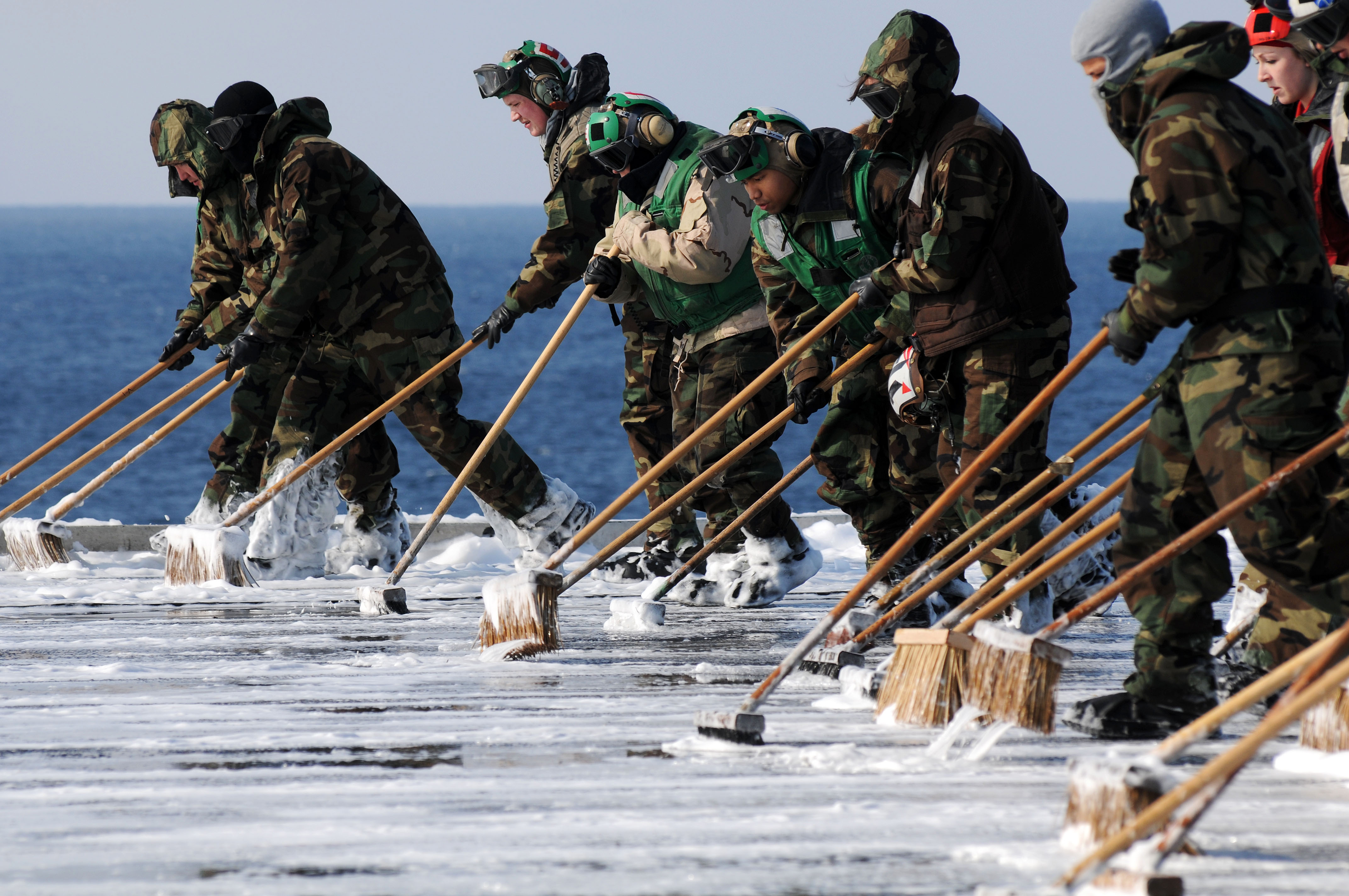
Dekontamination eines Flugzeugträgers

Dekontamination (in Deutschland Dekon abgekürzt), in Österreich auch Dekontaminierung (kurz Deko) genannt, ist das Entfernen von gefährlichen Verunreinigungen (Kontaminationen) von Personen, Objekten oder ungeschützten Flächen und gehört damit zum ABC-Schutz. Die Gefährdungen können dabei aus radioaktiven, biologischen oder chemischen Gründen sein. In der Pharmazie werden Desinfektionsmaßnahmen in Reinräumen Dekontaminationen genannt.

## Grundlagen
Bei einem Brand werden mit den Brandgasen und der Asche viele Schadstoffe frei, die sich in der Brandschutzbekleidung festsetzen, was nach einem Atemschutzeinsatz eine Dekontamination der Ausrüstung notwendig macht. Da die Kontaminationen (Brandgase) nicht direkt oder einfach nachgewiesen werden können, muss meist unspezifisch dekontaminiert werden.
Dekontaminationen von ernsthaften chemischen, biologischen oder radioaktiven Belastungen, etwa nach Unfällen oder terroristischen bzw. militärischen Angriffen, müssen spezifisch erfolgen. Es muss sowohl qualitativ als auch quantitativ die Belastung bekannt sein, um eine Aussage über den Grad der Dekontamination treffen zu können.
Bei jeder Art der Dekontamination ist der Selbstschutz wichtig, um eine Gefährdung der dekontaminierenden Personen sowie weitere Kontaminationen der Umwelt zu verhindern. Dies bedeutet, dass zusammen mit den Verunreinigungen die zur Dekontamination verwendeten Mittel und die persönlichen Schutzausrüstungen (wie Waschwasser, Bürsten, Filter, Handschuhe und Kleidung) gesammelt sowie fachgerecht entsorgt oder spezifisch gereinigt werden müssen.
Ist der zu dekontaminierende Gegenstand beweglich, kann die Dekontamination an einem speziellen Dekontaminationsplatz stattfinden. Die Dekontamination kann dann provisorisch mit einfachen Mitteln oder mit spezieller Ausrüstung professionell durchgeführt werden. Beiden gemeinsam ist aber die Organisation eines entsprechenden Ortes, auf dem ein Bereich als verunreinigte und einer als reine Zone definiert ist.
Wichtig ist stets, dass lebenserhaltende Maßnahmen vor einer Dekontamination stehen. Der Eigenschutz ist hierbei zwingend erforderlich.

### Dekontaminationsszenarien
Man unterscheidet zwischen der katastrophen- und der arbeitsmedizinischen Dekontamination. In ersterer werden Fälle betrachtet wie Kriege, Unfälle in der Industrie oder aufgrund natürlicher Ursachen (bspw. Vulkanische Asche, Epidemieherd), die eine Vielzahl von Menschen betreffen und bei denen die Regeln der medizinischen Versorgung von den Prinzipien der Notversorgung (ggf. Triage) geprägt werden. Für diese werden Notfallpläne erstellt und Einsatzkräfte zum Beispiel durch das Bundesamt für Bevölkerungsschutz und Katastrophenhilfe ausgebildet.
Bei der arbeitsmedizinischen Dekontamination werden im Gegensatz dazu meist nur einzelne Personen, die durch lokal begrenzte Unfälle exponiert waren, von Kontaminanten befreit (dekontaminiert).

### Grenzwerte
Während der Dekontamination können die dabei tätigen Personen belastet werden, beispielsweise durch ionisierende Strahlung. Daher muss jede Person im Falle radioaktiver Kontamination mit einem Dosimeter ausgestattet sein. Vor Überschreiten von Grenzwerten, beispielsweise der zulässigen Jahresdosis, ist das Personal zu wechseln.
Personen werden in einem drei- oder vierstufigen Prozess dekontaminiert:
- Entfernung der Kleidung
- Reinigung (Dusche)
- Neueinkleidung
- Ausscheidung (Dekorporation nach Inkorporation (Medizin))

Nach der normgemäßen Ausdrucksweise spricht man im zivilen Bereich von:
- Dekontamination: beschreibt den Vorgang.
- dekontaminieren: beschreibt die Tätigkeit.

Im militärischen Bereich wird nur der erste Ausdruck verwendet.

## Arten der Dekontamination
Es werden grundsätzlich folgende Arten der Dekontamination unterschieden (in Klammer sind die in Deutschland üblichen Abkürzungen angeführt):
- Dekontamination von Flächen (Dekon Fl bzw. Dekon-Fl)
- Dekontamination von Fahrzeugen (Dekon F bzw. Dekon-F)
- Dekontamination von Geräten (Dekon G bzw. Dekon-G)
- Dekontamination von Personen (Dekon P bzw. Dekon-P)
  - Dekontamination von Einsatzkräften (Dekon E bzw. Dekon-E)
  - Dekontamination von Zivilisten (Dekon Z bzw. Dekon-Z) / ggf. Massendekontamination
  - Dekontamination von Verletzten (Dekon V bzw. Dekon-V)

Dementsprechend variiert auch die Vorgehensweise und Ausrüstung.

## Stufen der Dekontamination

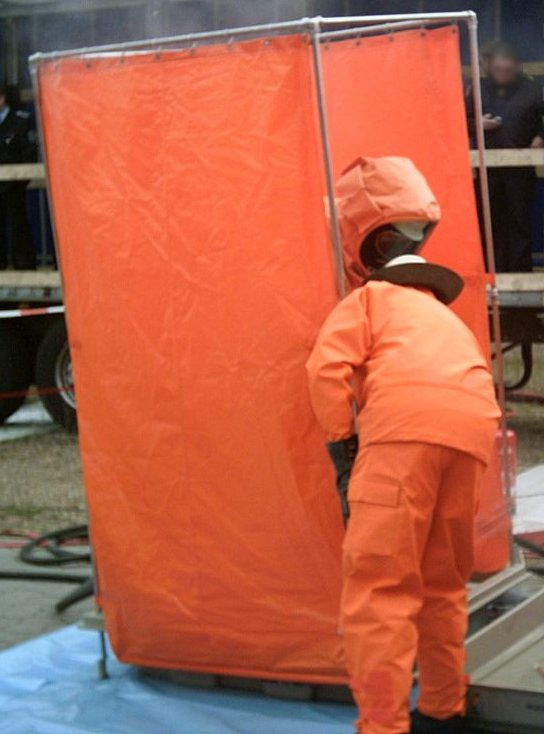
Dekontamination während einer Gefahrgutunfall-Übung

Im zivilen Bereich werden diese Stufen nach dem erforderlichen personellen und logistischen Aufwand unterschieden, im militärischen Bereich nach dem zu erzielenden Ergebnis.

### Militärischer Bereich
- Sofort-Dekontamination:

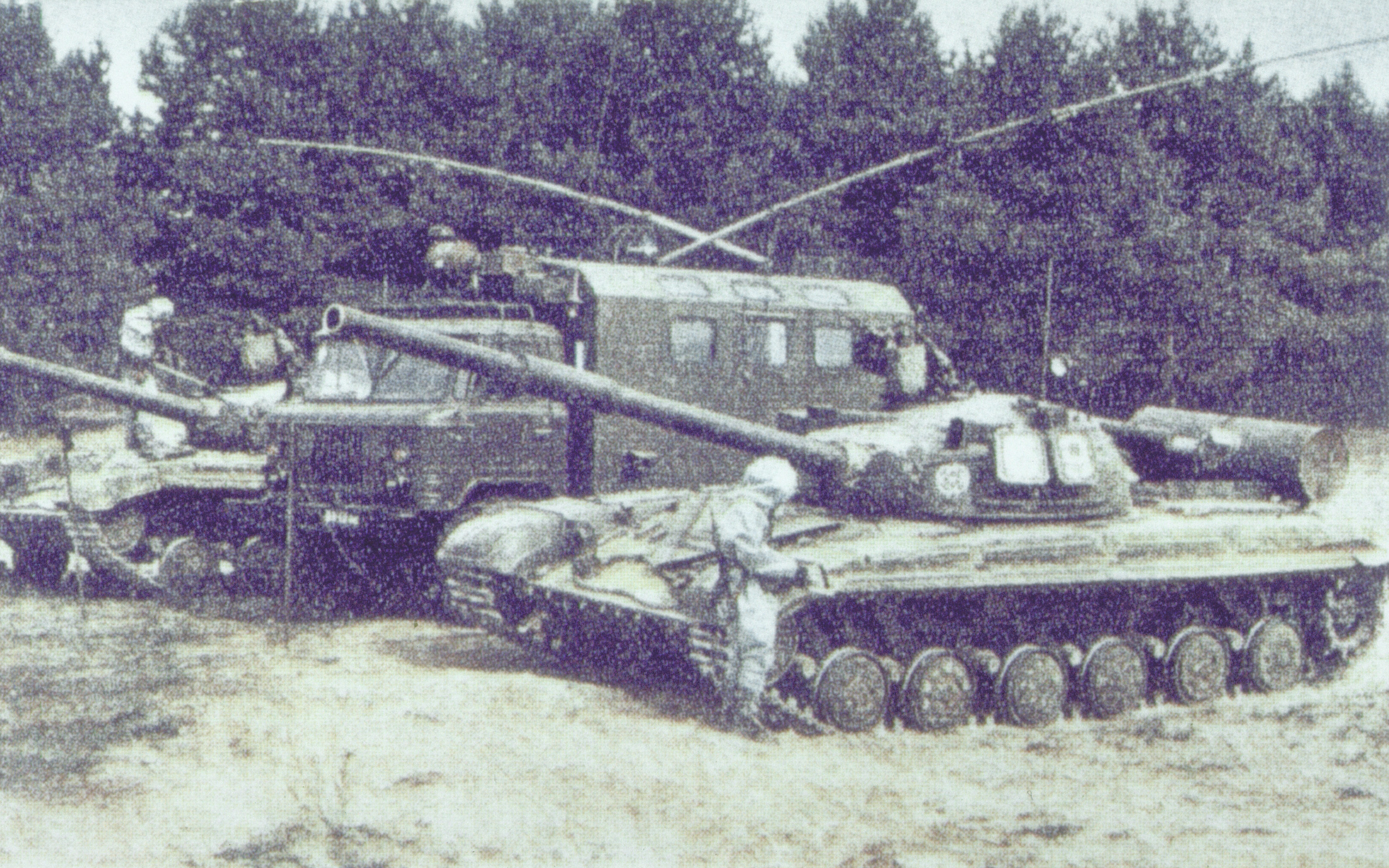
Dekontaminationsübung der Sowjetarmee im Jahr 1987

Die Dekontaminationsmaßnahmen, die in Selbst- und Kameradenhilfe durchgeführt werden und für eine begrenzte Zeit die eingeschränkte weitere Durchführung des Auftrages ermöglichen. Eine Reduktion des persönlichen ABC-Schutzes ist nicht möglich.
- Operationelle- oder Behelfsdekontamination:

Die Dekontaminationsmaßnahmen, welche zur uneingeschränkten weiteren Durchführung des Auftrages notwendig sind. Beispiele: Dekontamination der Versorgungsöffnungen an Kampfpanzern, von Fernsprechern usw. Eine Reduzierung des persönlichen ABC-Schutzes ist nicht unbedingt möglich und muss von Fall zu Fall geprüft werden.
- Gründliche Dekontamination:

Die Dekontaminationsmaßnahmen, die eine uneingeschränkte Nutzung des Materials durch erwachsene Personen im normalen Umgang erlauben. Das verbleibende Restrisiko (ICt5) ist definiert und muss beachtet werden. Eine Reduzierung des persönlichen ABC-Schutzes ist das Ziel der gründlichen Dekontamination.
- Rückführungsdekontamination:

Maßnahmen, die eine uneingeschränkte weitere Nutzung des Materials ermöglichen, erlauben eine Rückführung des Materials, falls vom Material keinerlei Gefährdung mehr ausgeht. Beispiel: Wechsel der Betriebsflüssigkeiten, der Schmierstoffe, von adsorbierenden Kunststoffteilen usw. Diese Stufe ist in der Bundeswehr nicht definiert und wird dort als Teil der gründlichen Dekontamination verstanden.
- B-Dekontamination:

Unabhängig von der obigen Einteilung stellt die Dekontamination von infektiösen Belastungen eine besondere Gefährdung der Einsatzkräfte dar, daher wurden entsprechende Pilotprojekte gestartet.

### Feuerwehr und Hilfsorganisationen

#### Dekontamination in Deutschland
In Deutschland wird die Dekontamination von Einheiten im ABC-Einsatz nach der FwDV 500 in drei Stufen eingeteilt. Neben diesen drei Dekon-Stufen ist bei jedem Einsatz, auch bei Einsätzen, die nicht im Zusammenhang mit Gefahrstoffen stehen, grundsätzlich die Einhaltung einer Einsatzstellenhygiene geregelt. Beispielsweise muss auf Nahrungsaufnahme sowie auf den Genuss von Tabakwaren im Einsatzstellenbereich verzichtet werden, wie es auch bei allen anderen Dekontaminationsverfahren die Regel ist.
- Dekon-Stufe I (Sofort-Dekontamination):

Zeitgleich mit dem Einsatz des ersten Trupps im Gefahrenbereich ist die Sofort-Dekon an der Grenze zum Gefahrenbereich sicherzustellen. Notwendig z. B. bei Beschädigung der persönlichen Schutzausrüstung, bei Kontamination der Haut, bei Atemluftmangel oder bei Verletzungen, die sofort behandelt werden müssen. Die Sofort-Dekon ist nicht an einen Dekon-Platz gebunden. Orte, an denen eine Sofort-Dekon durchgeführt wurde, gelten als kontaminiert und sind entsprechend abzusperren.
Die Dekon-Stufe I kann von vielen Feuerwehren gestellt werden und ist von jeder Feuerwehr mit entsprechendem ABC-Einsatzpersonal durchzuführen. Diese Dekon-Stufe ist zu errichten, sobald ein Einsatz in Verbindung mit ABC-Gefahren durchgeführt oder absehbar wird. In der Regel reicht eine Wasserversorgung in Form einer Kübelspritze sowie ein mit Folien ausgelegter Platz aus, um diese Stufe in Betrieb zu nehmen. Wichtig ist aber auch hier, dass eine strikte Trennung von Schwarz- und Weißbereich durchgeführt wird, um eine Kontaminationsverschleppung zu verhindern. Sobald vorhanden, sollte auf eine höhere Dekon-Stufe zurückgegriffen werden.
- Dekon-Stufe II (Standard-Dekontamination):

Die Standard-Dekontamination an einem Dekon-Platz ist bei jedem ABC-Einsatz unter persönlicher Schutzausrüstung sicherzustellen. Der Standard-Dekon-Platz muss grundsätzlich spätestens 15 Minuten nach dem ersten Anlegen einer persönlichen Schutzausrüstung, z. B. Anschluss des Isoliergerätes, und außerhalb des Gefahrenbereiches betriebsbereit sein! Zur Menschenrettung kann der Einsatzleiter Ausnahmen zulassen. Die Ausrüstung wird in aller Regel durch spezielle Gefahrstoffzüge vorgehalten.
- Dekon-Stufe III (Erweiterte Dekontamination):

Die Erweiterung der Standard-Dekon um weitere Elemente hat lagebezogen zu erfolgen. Eine zeitliche Vorgabe besteht dahingehend, dass mit Vorliegen entsprechender Erkundungsergebnisse eine Alarmierung unverzüglich zu erfolgen hat. Sie wird eingerichtet, wenn eine größere Anzahl von Personen zu dekontaminieren oder die Verschmutzung nicht mehr mit der Stufe II zu bewältigen ist. Beispielsweise ist auf dem Dekon P ein kompletter Dekontaminationsplatz für Stufe III eingerichtet.

#### Regionale Lösungen
Verschiedene Länderkonzepte wie z. B. von Baden-Württemberg oder Nordrhein-Westfalen zeigen das verstärkte Augenmerk in Richtung der Dekontamination von nicht gehfähigen, liegenden oder verletzten Personen („Dekon V“). Ein wichtiger Ansatz ist die Implementierung dieser Aufgabe in die Medizinische Task Force des Bundes.
Weiterhin gab es im Rhein-Main-Gebiet den Ansatz, dass man nicht in Schwarz-Weiß-Bereich trennt, sondern in rot (kontaminiert), gelb (Reinigung) und Grün (sauber) unterscheidet. Dies ist mit Einführung der neuen FwDV 500 bundeseinheitlich geregelt.

## Mittel der Dekontamination
Substanzen und Mittel, die für die Dekontamination von Personen bereitgehalten, also im Voraus für die Zweckbestimmung der Dekontamination beschafft werden, sind Medizinprodukte. Sie unterliegen in Deutschland oder Österreich den jeweiligen Medizinproduktegesetzen, da sie die „Behandlung, Linderung oder Kompensierung von Verletzungen oder Behinderungen“ gemäß § 3 (1b) MPG anstreben. Die meisten verwendeten Mittel sind Bestandteil der Notfall- und Katastrophenpharmazie und werden in Spezialliteratur beschrieben.
Das häufigste Dekontaminationsmittel ist Wasser oder Seifenlauge. Diese Mittel sind für viele Stoffe geeignet, stellen für Patienten keine zusätzliche Belastung da, sind preiswert und nahezu überall verfügbar. In einigen Fällen wie der Dekontamination von Radionukliden oder wasserunlöslichen Chemikalien kommen nur besonders dafür konzipierte Dekontaminationsmittel in Betracht. Diese sind zum Beispiel in der GESTIS-Stoffdatenbank gelistet. Ebenso sind bei biologischen Gefahrstoffen regelmäßig spezielle Reinigungs- und Desinfektionsmittel sinnvoll.

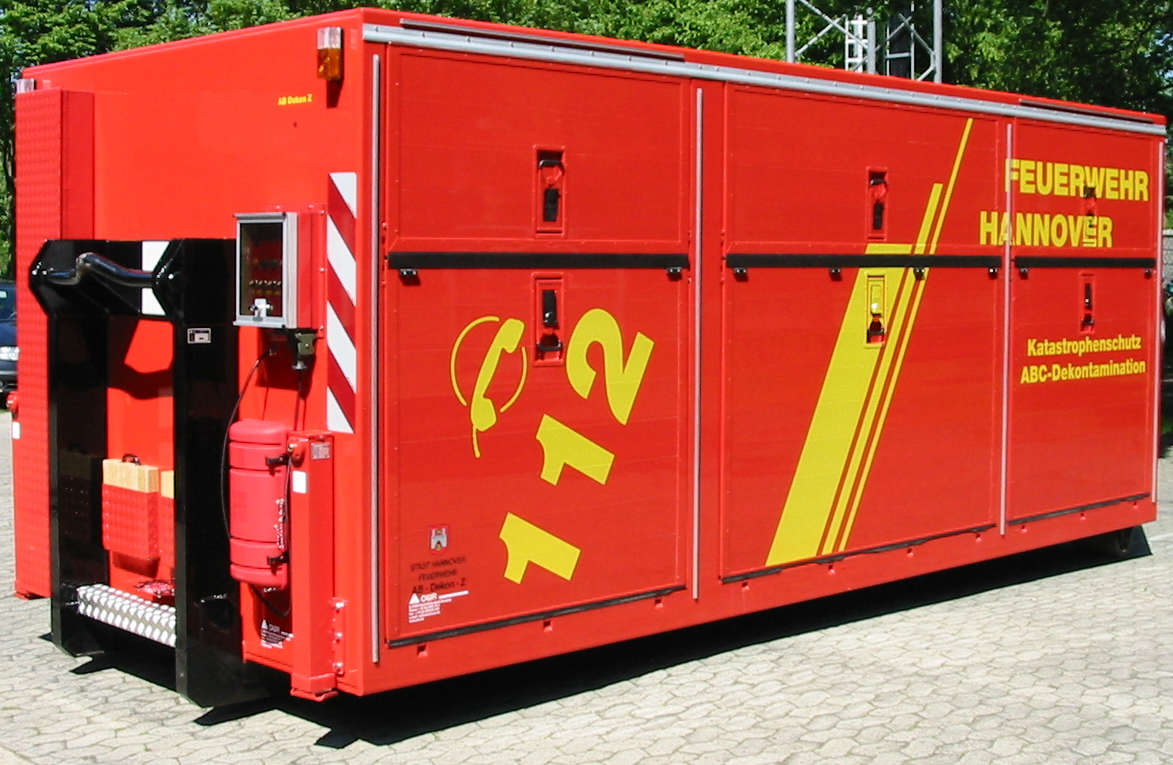
Abrollbehälter-Dekon-Zivilpers. (AB-Dekon-Z)
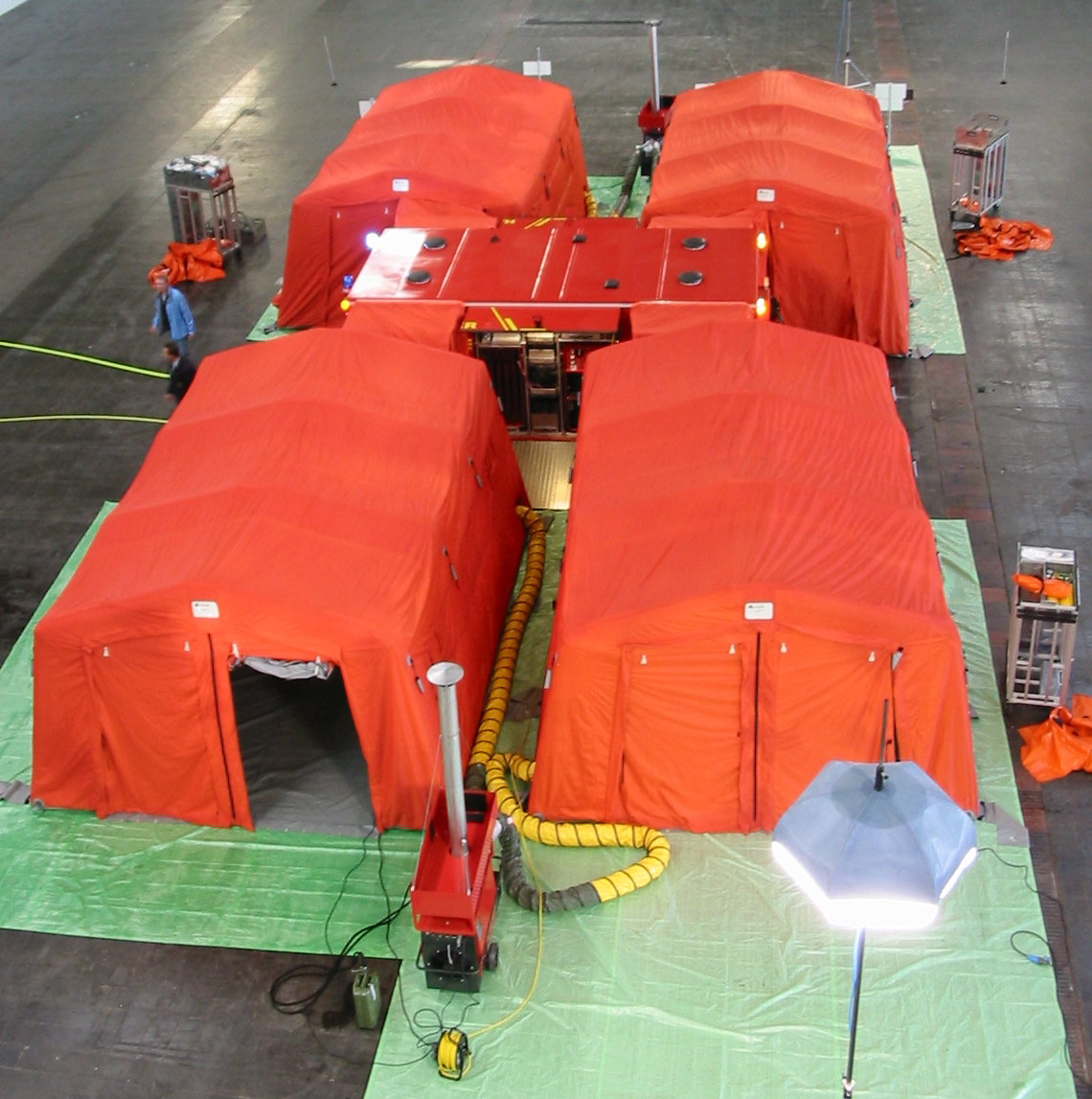
AB-Dekon-Z aufgebaut
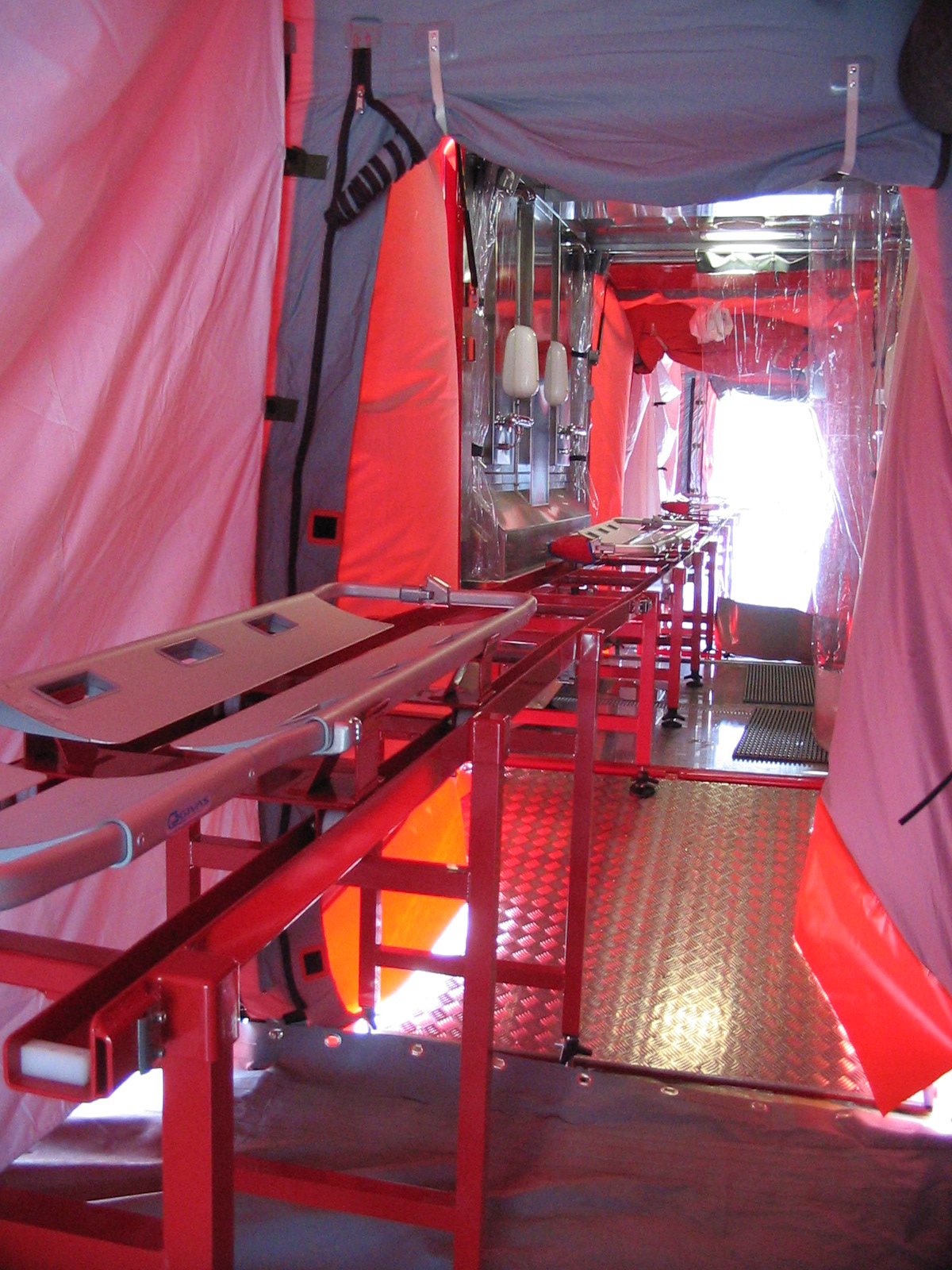
Verletzten-Transport-System
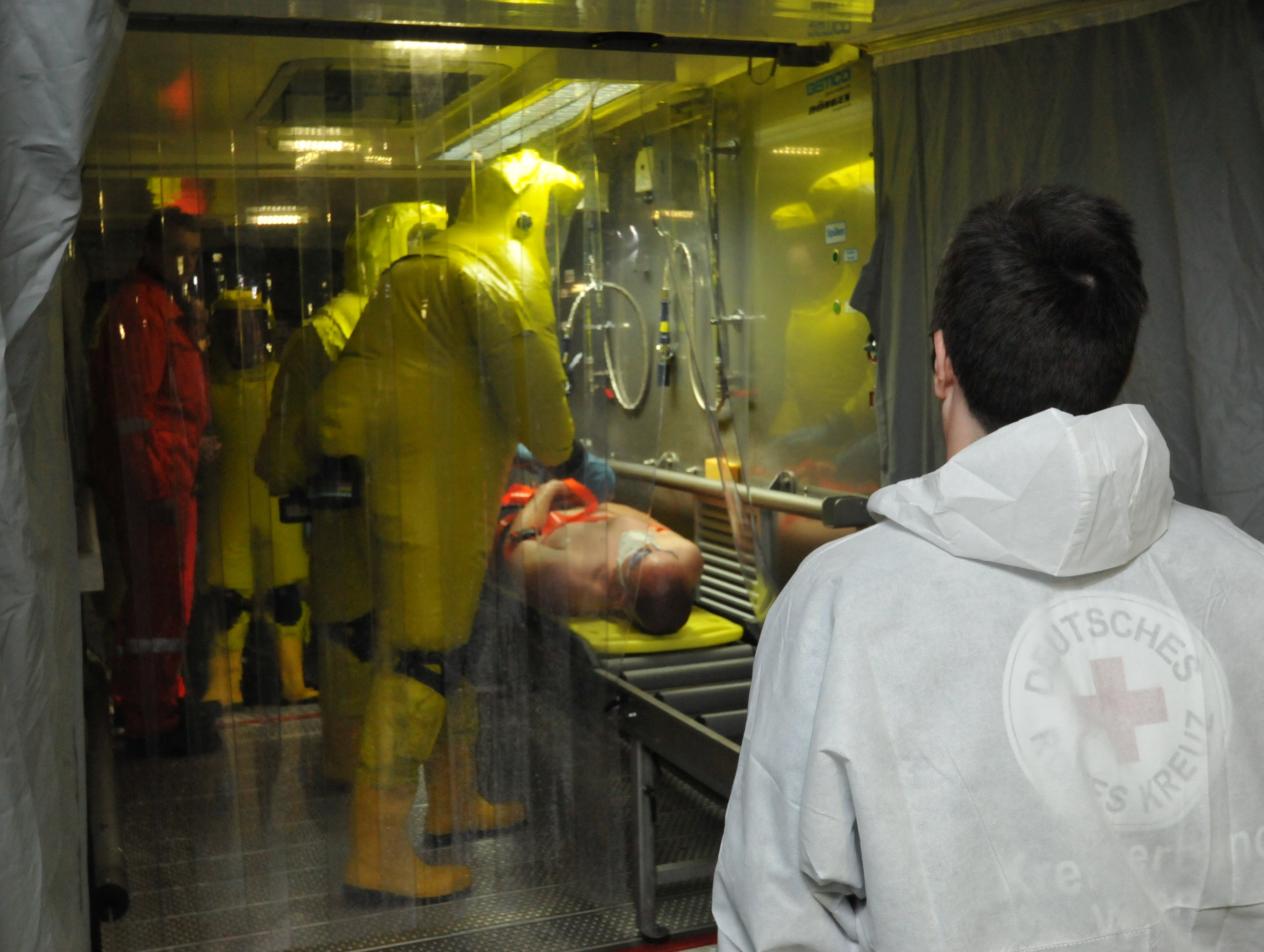
Waschen eines entkleideten Verletzten
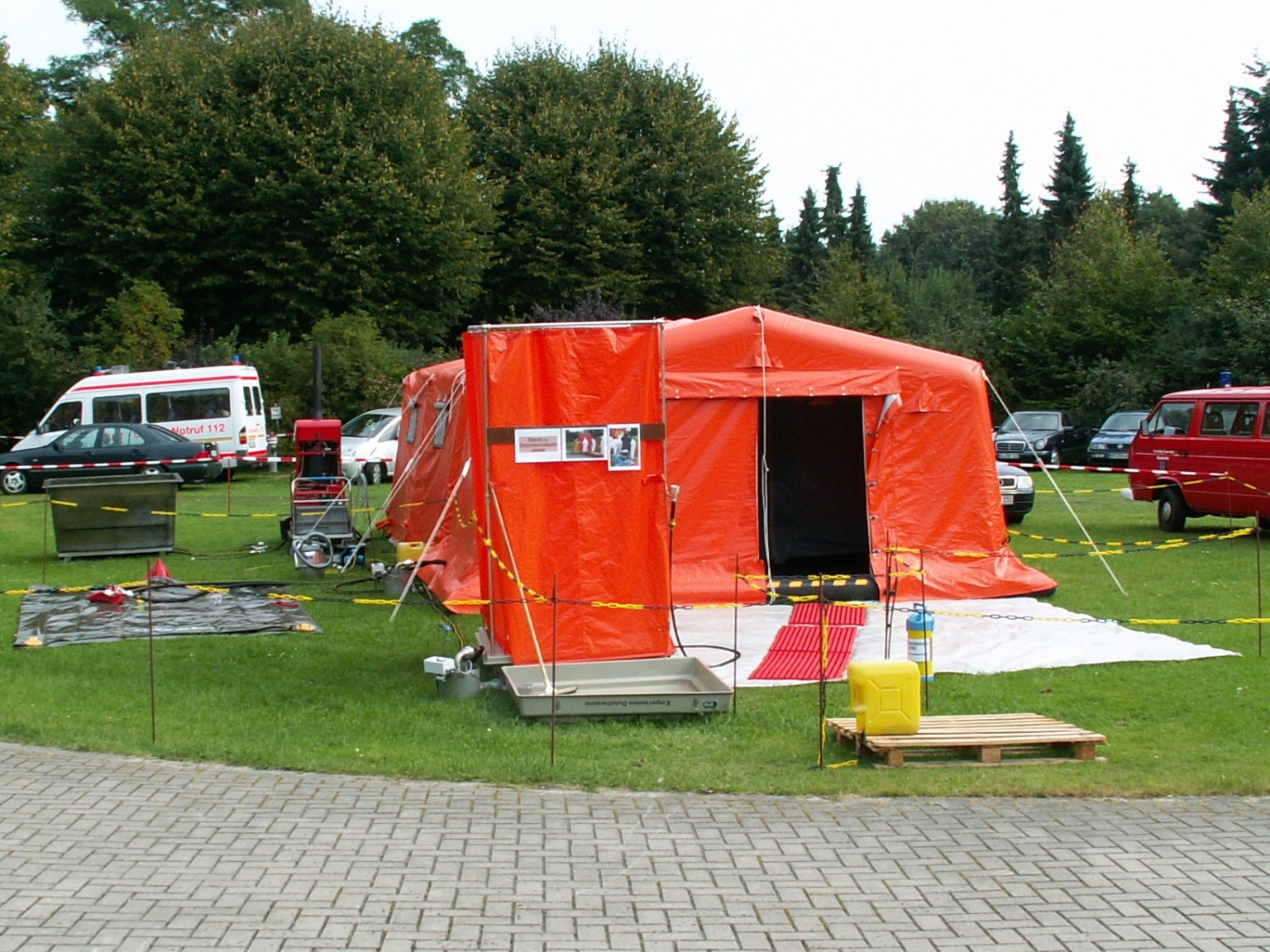
Dekon-Platz, aufgebaut mit Geräten aus dem Dekon P